# Cleto Mariano Grandoli
Cleto Mariano Grandoli (n. Rosario, 26 de abril de 1849 - † Curupayty, 22 de septiembre de 1866) fue un soldado argentino que luchó en la Guerra de la Triple Alianza y falleció en el campo de batalla portando la Bandera Argentina, lo que lo hace también conocido como el Abanderado Grandoli.

## Biografía
Había nacido en Rosario el 26 de abril de 1849. Hijo de Mariano Grandoli y Magdalena Correa, cuatro días después de su nacimiento, fue bautizado en la Parroquia de Nuestra Señora del Rosario por el cura Miguel Obón, siendo sus padrinos Domingo Correa y Laureana Correa (Libro 8.º de Bautismos al folio 277).
Grandoli tenía 16 años cuando Argentina declara la guerra a Paraguay y se ofreció como voluntario en el ejército en julio de 1865, siendo dado de alta como Subteniente abanderado del Batallón Santafecino.
Participó en la batalla de Yatay y a la toma de Uruguayana, y, por méritos en el campo de batalla, en octubre del mismo año fue ascendido a Subteniente 1.º de Bandera de su batallón.
Entre los meses de enero y abril de 1866, permaneció en el campamento de las Ensenaditas y se encontró en el pasaje del ejército aliado por el Paso de la Patria el 16 de este último mes, y en la toma de la batería de Itapirú, al día siguiente.
Participó en el rechazo de los paraguayos en el Estero Bellaco del Sud el 2 de mayo y en la acción librada el día 20 para cruzar el mismo estero.
Fue uno de los tantos que combatieron en la sangrienta batalla de Tuyutí el 24 de mayo.
Las unidades rosarinas se destacaban brillantemente. El "1.º de Santa Fe" y el "Rosario" se cubrieron de gloria, y sus banderas, sostenidas por los jóvenes abanderados Grandoli y Anaya, flameaban en medio del combate mientras las balas las acribillan poniendo en peligro a los que las llevan.
El Coronel José María Ávalos, cuyo Cuerpo perdiera 82 hombres, felicitó al portaestandarte que demostraba no temer a la muerte en esa horrible batalla que fuera considerada por los más destacados especialistas en temas castrenses, la más grande y sangrienta de América del Sur. Grandoli fue acreedor al Escudo de Plata acordado por ley del Congreso posteriormente.
Tomó parte en las operaciones de Yataytí-Corá, en julio de 1866, y en Boquerón y Sauce.

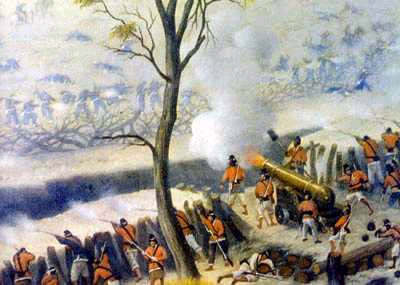
Soldados paraguayos en la Batalla de Curupayty en una trinchera contra las tropas aliadas.

En vísperas del terrible asalto de Curupayty, Grandoli, al contemplar las imponentes defensas paraguayas, escribió a su madre: "El argentino de honor debe dejar de existir antes de ver humillada la bandera de la Patria. Yo no dudo que la vida militar es penosa, pero, ¿qué importa si uno padece defendiendo los derechos y la honra de su país? Mañana seremos diezmados, pero yo he de saber morir defendiendo la bandera que me dieron".
Y cumplió gloriosamente su promesa. Su bandera cayó atravesada por 14 balazos y manchado con la sangre de éste, que cayó al pie de las trincheras paraguayas de Curupayty, el 22 de septiembre de 1866.
La enseña manchada con la sangre del glorioso abanderado está actualmente en el Museo Histórico Provincial Dr. Julio Marc, de la ciudad de Rosario. En una placa de bronce, se transcribe la carta que el Coronel Ávalos le dirigió días más tarde a un vecino de Rosario: "Hecha pedazos como está y manchada con la sangre del intrépido Subteniente 1.º de Bandera Don Mariano Grandoli, tal vez no la conozcan más las distinguidas señoritas que la trabajaron", y concluía pidiendo que les dijera: "No se olviden de los que quedaron en Curupayty, que tal vez ellos ese día recordaban de ellas por el tanto arrojo que hubo".
El 13 de junio de 1872, el Coronel José Ramón Esquivel, antiguo jefe de la 3.ª División del 1.º Cuerpo del Ejército Argentino, división a la que pertenecía el Batallón 1.º Santa Fe, extendió en la ciudad del Rosario una certificación de los gloriosos servicios prestados por el abanderado Mariano Grandoli, en su corta, pero admirable carrera militar.
Los restos de Grandoli no pudieron ser rescatados y quedaron en la trinchera, como los de tantos argentinos.